# 얀덱스 지도
얀덱스 지도(영어: Yandex Maps)는 얀덱스에서 제공하는 러시아의 지도 서비스이다. 얀덱스 지도는 위성 사진, 스트리트 뷰, 360° 거리 파노라마 뷰, 실시간 교통 상황 (얀덱스 트래픽), 그리고 도보, 자동차, 자전거(베타), 대중 교통의 경로를 제공한다.

## 같이 보기
- 얀덱스 편집기 지도